# Mission Control
Mission Control — приложение Mac OS X, объединяющее в себе Exposé, Dashboard, Spaces и полноэкранные приложения.

## О приложении
Приложение доступно в операционной среде Mac OS X начиная с версии 10.7. С помощью этого приложения можно наглядно видеть  на экране монитора все открытые приложения и папки. С помощью графического интерфейса можно оперативно перейти в любое приложение или папку одним касанием.
Чтобы запустить Mission Control необходимо смахнуть тремя или четырьмя пальцами по трекпаду вашего компьютера вверх, нажать на значок Mission Control в Dock или нажать клавишу с иконкой Mission Control на клавиатуре.
В верхнем ряду экрана Mission Control находятся миниатюры полноэкранных приложений, Dashboard и Spaces. В нижней части экрана в режиме Exposé отображаются открытые окна, сгруппированные по приложениям. Чтобы перейти к нужному окну, просто смахните влево или вправо. Или нажмите миниатюру.
Когда для открытия окон и документов требуется больше места на рабочем столе, Mission Control позволяет создавать дополнительные экраны Spaces и быстро переходить между ними. Добавлять и удалять экраны очень легко. Для создания нового экрана Spaces просто перетащите приложение в верхний ряд. Перемещать окна из одного экрана в другой так же легко, как перетаскивать окна из Exposé в миниатюры экранов Spaces.
Основным недостатком Mission Control по сравнению с его предшественником Spaces (вплоть до версии 10.6.8) является невозможность расположения экранов матрицей. В предыдущих версиях Spaces использовались ряды (максимум 4 ряда) и колонки (максимум 4 колонки), в то время как с версии 10.7 Spaces можно располагать только одним рядом, что существенно сокращает количество экранов расположенных в непосредственной близости от текущего и делает интерфейс операционной системы в какой-то мере похожим на интерфейс смартфона.